# Дзета Наугольника
Дзета Наугольника (лат. ζ Normae) — одиночная бело-жёлтая звезда в созвездии Наугольника. При видимой звёздной величине 5,81 это тусклая звезда вблизи границы доступного для наблюдения невооружённым глазом диапазона. Измерение годичного параллакса, равного 14,2 мсд, дало оценку расстояния 230 световых лет от Солнца. Звезда приближается к Солнцу с лучевой скоростью −45,6 км/с.
Это звезда-гигант спектрального класса F2 III на поздней стадии эволюции, после исчерпания запаса водорода в ядре этот объект сошёл с главной последовательности и расширил оболочку. Возраст звезды оценивается в 1,5 миллиарда лет, масса составляет 1,74 массы Солнца, радиус равен 3,2 радиуса Солнца. Дзета Наугольника обладает светимостью, в 9 раз превышающей солнечную, эффективная температура фотосферы равна 6743 K.